# Deesen
Deesen település Németországban, Rajna-vidék-Pfalz tartományban. Lakosainak száma 755 fő (2023. december 31.).

## Népesség
A település népességének változása:
| Lakosok száma | 493  | 661  | 672  | 719  | 755  | 755  |
|               | 1975 | 2017 | 2019 | 2021 | 2022 | 2023 |